# Ристийна
Ри́стийна (фин. Ristiina, швед. Kristina) — бывший муниципалитет (община) в провинции Южное Саво в Восточной Финляндии. C 2013 года в составе муниципалитета Миккели.
Расположен в 195 км от Хельсинки, Турку — 294 км.
Население на 31 декабря 2012 года составляло 4 856 человек. Занимало площадь — 742,02 км², из которых 175,87 км² приходилось на водную поверхность. Плотность населения составляла 8,57 чел / км².
Соседними с Ристийной муниципалитетами были Хирвенсалми, Миккели, Мянтюхарью, Пуумала и Суоменниеми.

## История
Одно из старейших поселений Южного Саво. Основан в 1649 году и был назван в честь Кристины Стенбок, жены генерал-губернатора, графа Пер Браге Младшего. В шведских документах до 1903 года упоминается, как «Кристина» (швед. Kristina).

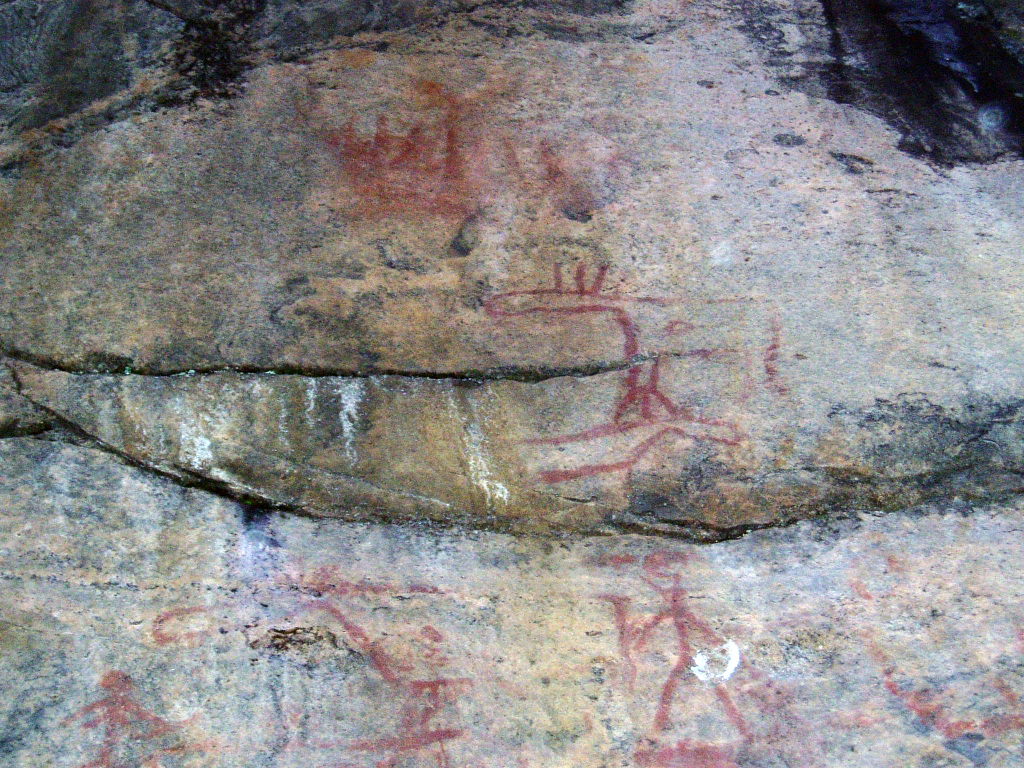
Лось, человеческие фигуры и лодка на наскальных рисунках Астувансалми.

Первая церковь здесь была построена в 1648—1649 годах. Приход управлялся сначала из Выборга, затем из Савонлинны, потом присоединился к новому городу Миккели в середине 19 века. Современная церковь Ристийна представляет собой деревянную крестообразную церковь с отдельно стоящей колокольней. Она был построена в 1770 году по проекту Эскеля Колениуса.
С 1960-х годов в муниципалитете происходило умеренное промышленное развитие, в частности, был построен фанерный завод концерна UPM.
В Ристийне есть также наскальные изображения Астувансалми, это ансамбль доисторических наскальных рисунков, внесенный в предварительный список ЮНЕСКО.

## География
Община расположена в самом сердце озерного края. Административный центр расположен в 21 км к югу от региональной столицы Миккели, через него проходят национальные дороги 13 и 15, которые соединяют Миккели с Лаппеенрантой и Коуволой соответственно. Всего здесь 74 деревни, подавляющее большинство из которых - небольшие деревушки. Возделываемые поля редки и в основном окружены лесами.